# Rock à Nantes
Le rock à Nantes, ville de l'ouest de la France, débute dans les années 1960-70,, avec les Rapaces,, Tri Yann, Tequila (dont le chanteur guitariste Philippe Ménard), Ticket, Flamingos et connaît une croissance dans les années 1980 avec le rock  d'Elmer Food Beat, EV, Squealer… En 1990, la vague rock se poursuit sans discontinuer avec le chanteur minimaliste Dominique A, Dolly puis, au début des années 2000, Jeanne Cherhal, French Cowboy, Smooth…
La ville de Nantes possède une grande scène musicale rock grâce à de nombreux groupes locaux ainsi qu'à de nombreuses salles de concert,.
Le doyen des groupes français est nantais ; il s'agit de Tri Yann (qui fait ses adieux à la scène en 2021,après 52 ans de carrière). Il dépasse ainsi en longévité le groupe les Frères Jacques (dont deux des membres étaient natifs de Saint-Nazaire), qui avait tenu un peu moins de quarante ans.

## Liste de quelques groupes et artistes nantais
Par ordre alphabétique :
- Beat Torrent : electro hip-hop
- Bouskidou : rock pour enfants
- C2C (1998 - présent) : breakbeat
- Côte Ouest Big Band : jazz
- Christine and the Queens
- Danger : Rock ; disparu
- Depth Affect (2004-présent) : electro, hip-hop
- Dolly, (1997 - 2005) : rock français
- Elephanz (2008 – présent): pop rock
- Elmer Food Beat (1986 - présent) : rock, rock alternatif, rock humoristique et grivois
- Manu : pop rock
- EV : rock celto-finnois
- French Cowboy (2006 – présent) : rock
- Hocus Pocus (1995 – présent) : rap, hip-hop français
- Jeanne Cherhal (2002 – présent) : chanson française
- Joachim Garraud (1989 – présent) : DJ dance et electro
- Ko Ko Mo (2012-présent) : rock
- La Jam : reggae ragga
- Les Baragouineurs : electro
- Madeon (2010 - présent) : electro house, pop
- Mansfield Tya
- Minitel Rose : rock electro[9]
- Moongaï (2008-présent) : electro-pop
- New délit : rock
- Orange Blossom
- Papier Tigre (2006 - présent) : rock
- Pegase : pop électronique
- Pony Pony Run Run (2005 – présent) : pop rock
- Les Rapaces (1960 - 1963) : rock[3]
- Regarde les hommes tomber : post-black metal
- Rue d'la Gouaille : folk/rock
- Savel  : pop
- Sexy Sushi (2001-présent) : electroclash
- Smooth (2002 – présent) : electro
- Tragédie (1998 - 2005) : rhythm and blues
- Tri Bleiz Die : punk
- Tri Yann : chanson bretonne, folk rock celtique
- Tribeqa : world music, jazz
- Ultra Vomit (2000-présent) : grindcore, metal parodique
- Zabriskie Point (avec François Bégaudeau, écrivain) : punk
- Zoopsie : rock

## Galerie

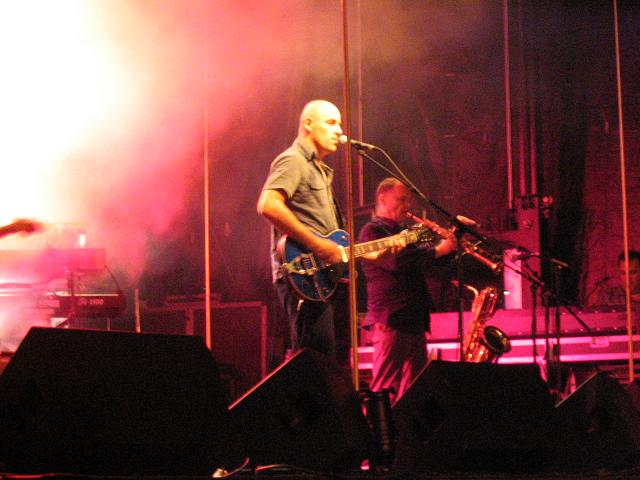
Dominique A
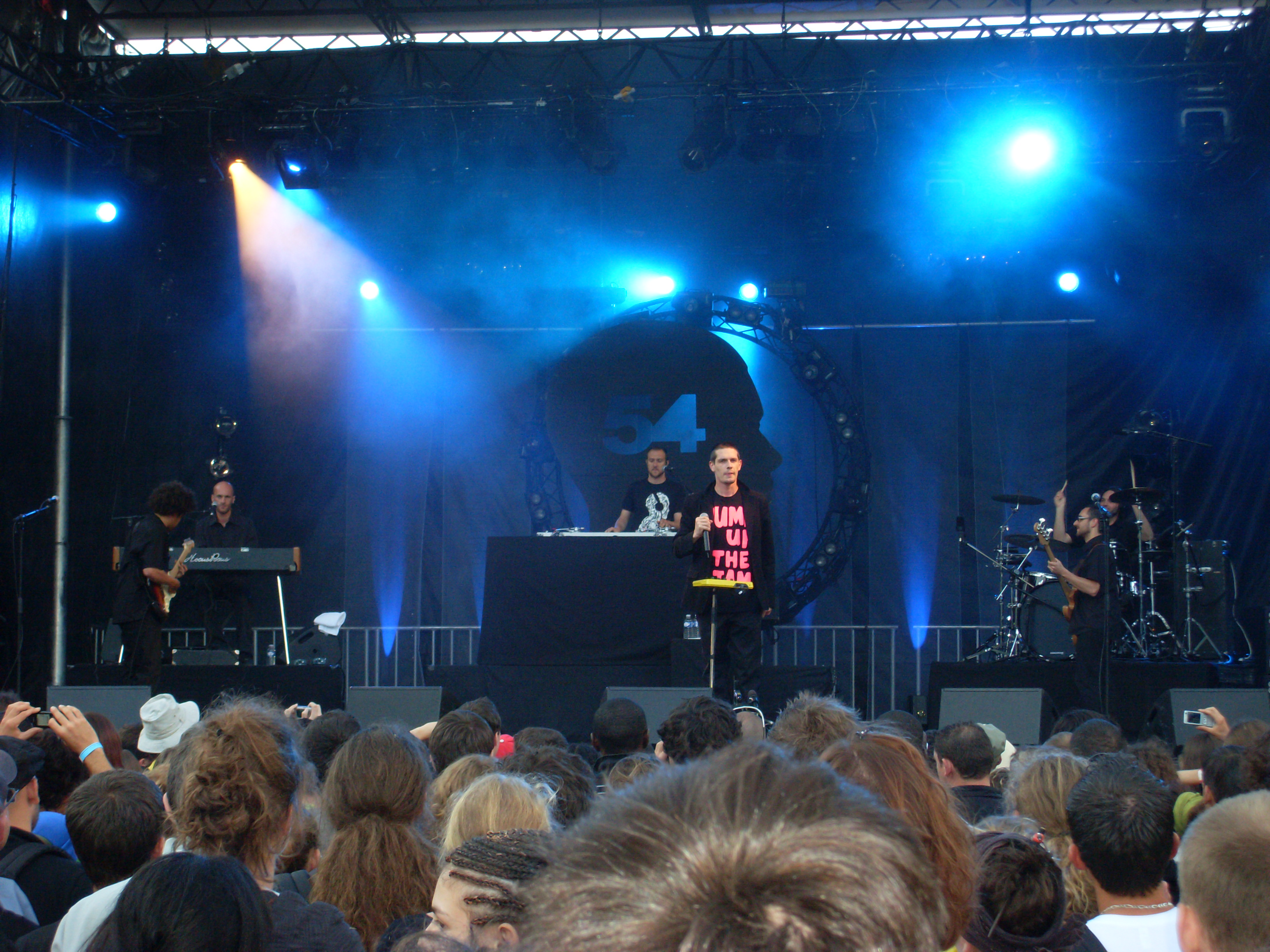
Hocus Pocus
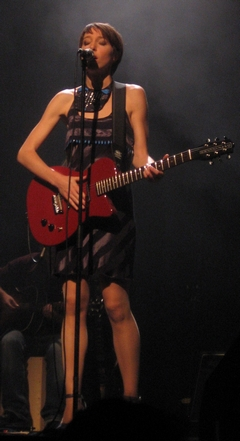
Jeanne Cherhal
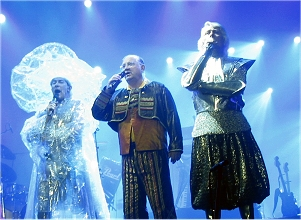
Tri Yann

## Groupes nantais par adoption
Les groupes nantais par adoption sont des groupes qui ne se sont pas formés à Nantes mais qui s'y sont installés :
- Dominique A : pop rock. De Provins en Seine-et-Marne, il a 15 ans quand sa famille s'installe à Nantes.
- Philippe Katerine : pop rock. Il a grandi en Vendée.
- La Phaze : pungle
- Kiemsa : punk rock
- Little Rabbits : rock

## Festivals rock nantais
- Festival Scopitone : festival de toutes les cultures, dont de musique rock
- Festival SOY : festival alternatif, indie-rock, antifolk, post-punk, electronica, hip-pop, post-rock (différents lieux à Nantes)
- Hellfest : festival de metal à Clisson, près de Nantes, d'envergure internationale